# Кастельет, Керальт
Керальт Кастельет Ибаньес (исп. Queralt Castellet Ibáñez; род. 17 июня 1989 года, Барселона, Испания) — испанская сноубордистка, выступающая в хафпайпе. Серебряный призёр Олимпийских игр 2022 года, призёр чемпионатов мира 2015 и 2021 годов, многократная победительница этапов Кубка мира.
Участница пяти подряд зимних Олимпийских игр (2006, 2010, 2014, 2018, 2022). Знаменосец сборной Испании на церемониях открытия Игр 2010 и 2022 (совместно с Андером Мирамбелем) годов.
На Олимпийских играх 2022 года завоевала серебро в хафпайпе. Это пятая в истории медаль испанцев на зимних Играх и первая серебряная (ранее были 1 золотая и 3 бронзовые). Кастельет стала второй женщиной из Испании, выигравшей медаль зимних Олимпийских игр, ранее это удалось только горнолыжнице Бланке Фернандес Очоа в 1992 году.